# 森當 (紐約州)
森當（英語：Sundown）是位於美國紐約州阿爾斯特縣的非建制地區。

## 歷史
森當的郵局於1888年設立，其後於1965年停運。

## 地理
森當所處的海拔為高於海平面312米（即1024英呎），而該地所採用的時區為UTC-5，即北美东部时区（EST）。同時該地設有夏令時間，為UTC-5調快一小時，即UTC-4（EDT）。